# 日本茶業中央会
公益社団法人日本茶業中央会（にほんちゃぎょうちゅうおうかい）は、茶の関係団体を中心として組織された、日本茶及び茶文化の振興を目的とする公益法人。

## 概要
- 本部所在地 - 〒105-0021 東京都港区東新橋2-8-5 東京茶業会館5階
- 活動内容 - 各種イベントの共催（茶及び茶文化の普及）、緑茶の日（八十八夜の日、年により異なる）や緑茶週間（毎年4月29日～5月5日）を中心とした消費宣伝活動、茶業文庫の公開及び茶の統計資料をはじめ、各種茶に関する情報収集・公表

### 会員
- 全国茶生産団体連合会
- 全国茶商工業協同組合連合会
- 日本茶輸出組合
- 公益社団法人静岡県茶業会議所
- 公益社団法人京都府茶業会議所
- 公益社団法人鹿児島県茶業会議所

### 沿革
- 1884年 - 中央茶業本部設立
- 1887年 - 茶業組合中央会議所設立
- 1943年 - 社団法人日本茶業会設立
- 1948年 - 社団法人日本茶業協会に改組
- 1959年 - 社団法人日本茶業中央会に改組